# Johanna Töpfer

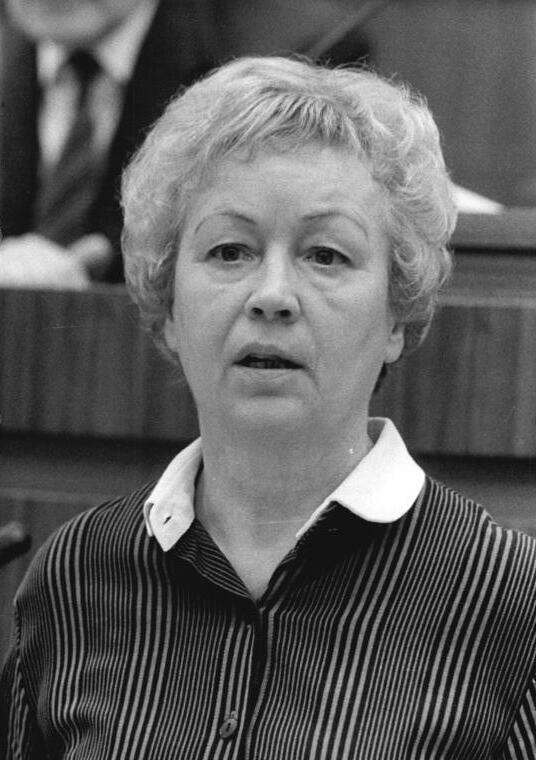
Johanna Töpfer spricht auf der Volkskammertagung 1986

Johanna Töpfer, geb. Schrocko (* 3. April 1929 in Schneidemühl, Grenzmark Posen-Westpreußen; † 7. Januar 1990 in Berlin) war eine deutsche Gewerkschafterin und Politikerin. Sie war stellvertretende Vorsitzende des FDGB, Mitglied des Staatsrates der DDR und von 1971 bis 1989 Mitglied des ZK der SED.

## Leben
Sie entstammte einer Arbeiterfamilie und besuchte die Volks- und Handelsschule. Von 1945 bis 1950 war sie beruflich bei der Deutschen Reichsbahn als Wagenputzerin, Sekretärin und zuletzt in der Kaderabteilung des Reichsbahnamtes Leipzig tätig. Von 1951 bis 1952 besuchte sie das Lehrerseminar in Dresden. Anschließend war sie als Lehrerin an FDGB-Schulen tätig. 1953 nahm sie ein Fernstudium an der Humboldt-Universität zu Berlin auf. 1955 erhielt sie dort ihren Abschluss als Diplom-Wirtschaftlerin. Es folgte von 1959 bis 1964 die Aspirantur am Institut für Gesellschaftswissenschaften beim ZK der SED und die Promotion zum Dr. rer. oec.

## Mitgliedschaften
Töpfer war seit 1945 Mitglied des FDGB, seit 1949 der SED und ab 1955 Stellvertretende Direktorin der FDGB-Zentralschulen in Beesenstedt und Grünheide (Mark). Von 1956 bis 1959 übernahm sie eine Tätigkeit, zuletzt als Sektorleiterin, im FDGB-Bundesvorstand. Nach der Hochschulausbildung von 1964 bis 1965 war sie erneut Mitarbeiterin im FDGB-Bundesvorstand und dann von 1965 bis 1970 Dozentin und stellvertretende Direktorin der Gewerkschaftshochschule „Fritz Heckert“ in Bernau bei Berlin. 1968 erhielt sie eine Professur daselbst und war von 1968 bis 1989 Mitglied des Präsidiums des FDGB-Bundesvorstandes, Sekretärin sowie seit Januar 1971 neben Wolfgang Beyreuther Stellvertreterin des Vorsitzenden des FDGB-Bundesvorstandes. Von 1971 bis 1989 war sie Mitglied des ZK der SED und von 1973 bis 1977 Vizepräsidentin des DDR-Friedensrates. Als Mitglied der FDGB-Fraktion war sie von 1976 bis 1990 Abgeordnete der Volkskammer, dabei zeitweise zwischen 1976 und 1981 Mitglied des Präsidiums der Volkskammer. Von 1981 bis 1989 war sie auch Mitglied des Staatsrates der DDR. 
Am 7. Januar 1990 beging Töpfer Suizid.